# 프로토폴리클리눔과
프로토폴리클리눔과(Protopolyclinidae)는 무관해초목에 속하는 피낭동물과의 하나이다. 3속 9종으로 이루어져 있다.

## 하위 속
- 콘도미니움속 (Condominium) Kott, 1992 - 2종
- 몬니오투스속 (Monniotus) Millar, 1988 - 6종
- 프로토폴리클리눔속 (Protopolyclinum) Millar, 1960 - 유일종 P. pedunculatum[3]